# ジブチエア
ジブチエア（英語: Djibouti Air）はジブチのジブチ市に本拠地を置く航空会社である。アラブ首長国連邦の投資家とジブチ共和国政府が合同で設立し、2011年3月3日より運航を開始した（ジブチ－ドバイ間を週6便）。

## 就航都市
アフリカ
- ジブチ：ジブチ

中東
- アラブ首長国連邦：ドバイ

2011年の上半期にまでには、エチオピア、ソマリア、イエメン、ケニアへの便を就航させる予定である。

## 機材
- ボーイング737-200：1機
- ボーイング737-300：1機（就航予定）